# Rafael Hernández Marín (compositore)
Rafael Hernández Marín (Aguadilla, 24 ottobre 1892 – San Juan, 11 dicembre 1965) è stato un compositore portoricano autore di centinaia di canzoni popolari nel repertorio latinoamericano. Si è specializzato in stili portoricani e cubani come la canción, il bolero e la guaracha. Tra le sue composizioni più famose troviamo Lamento borincano, Capullito de alhelí, Campanitas de cristal, Cachita, Silencio, El cumbanchero e Perfume de gardenias.

## Carriera

### Primi anni
Rafael Hernández Marín nacque nella città di Aguadilla, Porto Rico, in una famiglia povera, il 24 ottobre 1892. I suoi genitori erano María Hernández Marín e Miguel Angel Rosa, sebbene gli fosse stato dato solo il cognome di sua madre. Da bambino imparò il mestiere di fabbricare i sigari, dal quale traeva una vita modesta. Imparò anche ad amare la musica e chiese ai suoi genitori di permettergli di diventare uno studente di musica a tempo pieno. All'età di 12 anni Hernández studiò musica a San Juan, sotto la guida dei professori di musica Jose Ruellan Lequenica e Jesús Figueroa. Imparò a suonare molti strumenti musicali, tra cui il clarinetto, la tuba, il violino, il pianoforte e la chitarra e all'età di 14 anni suonò per la Cocolia Orquestra. Hernández si trasferì a San Juan dove suonò per l'orchestra municipale sotto il direttore Manuel Tizol. Nel 1913 Hernández ebbe il suo primo figlio, Antonio Hernández, fuori dal matrimonio, da Ana Bone.

### Prima Guerra mondiale e l'Orchestra Europa

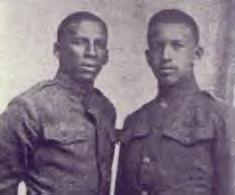
Rafael Hernández (a sinistra) con suo fratello Jesús durante la prima guerra mondiale, c. 1917.

Nel 1917, Hernández lavorava come musicista nella Carolina del Nord, quando gli Stati Uniti entrarono nella prima guerra mondiale. Il bandleader jazz James Reese Europe ingaggiò i fratelli Rafael e Jesús Hernández ed altri 16 portoricani per unirsi ai combattenti della banda musicale Harlem Hell dell'Esercito degli Stati Uniti, l'Orchestra Europe. Si arruolò e fu assegnato al 369º Reggimento di fanteria degli Stati Uniti, precedentemente noto come 15º reggimento di fanteria, Guardia Nazionale di New York, creato a New York City il 2 giugno 1913. Il reggimento, soprannominato "The Harlem Hell Fighters" dai tedeschi, prestò servizio in Francia. Hernández girò l'Europa con l'Orchestra Europa. Il 369° fu premiato con la Croix de guerre francese per il valore sul campo da battaglia dal presidente della Francia.

### Hernandez e Pedro Flores
Dopo la guerra, Hernández si trasferì a New York City. Negli anni '20 iniziò a scrivere canzoni e formò un trio chiamato "Trio Borincano". Nel 1926 il collega portoricano Pedro Flores si unì al Trio. Benché Hernández e Flores diventassero e restassero sempre buoni amici, presto si separarono e furono sempre in concorrenza artisticamente l'uno contro l'altro. Dopo che il trio si fu sciolto, formò un quartetto chiamato "Cuarteto Victoria" nel quale partecipava la cantante Myrta Silva, conosciuta anche come La Guarachera e La Gorda de Oro. Con entrambi i gruppi Hernández viaggiò e suonò la sua musica in tutti gli Stati Uniti e l'America Latina. Il 2 settembre 1927 la sorella di Hernández, Victoria, aprì "Casa Hernandez", un negozio di musica che fungeva anche da agenzia di prenotazione e base operativa per suo fratello. Nel 1929 Trío Borinquen registrò Linda Quisqueya (originariamente intitolata Linda Borinquen) e nello stesso anno fondò il "Cuarteto Victoria" (noto anche come "El Cuarteto Rico") dal nome della sorella.
Nel 1932 Hernández si trasferì in Messico. Lì diresse un'orchestra e si iscrisse al Conservatorio Nazionale di Musica del Messico per arricchire ulteriormente le sue conoscenze musicali. Hernández diventò anche un attore e scrisse colonne sonore nell'"l'età dell'oro" dei film del Messico. Sua moglie (e poi vedova) è messicana.

### "Lamento borincano" e "Preciosa"
Nel 1937, Hernández scrisse Lamento borincano. Nello stesso anno, scrisse anche Preciosa. Nel 1947 tornò a Porto Rico e divenne direttore dell'orchestra presso la Radio WIPR di proprietà del governo.
Hernandez ha anche composto musica natalizia, Danze, Zarzuelas, Guarachas, Ninna nanne, Boleros, Valzer e altro ancora.
Tra le opere di Hernández spiccano Ahora seremos felices (Ora saremo felici), Campanitas de cristal (Campane di cristallo), Capullito de Alhelí, Culpable (Colpevole), El Cumbanchero (noto anche come Rockfort Rock o Comanchero (sic) per gli appassionati del reggae), Ese soy yo (Sono io), Perfume de Gardenias (Profumo di Gardenie), Silencio (Silenzio) e Tú no comprendes (Tu non capisci), tra altre 3.000. Molte delle sue composizioni erano fortemente basate su stili musicali cubani, come la guaracha Cachita e la pachanga Buchipluma na' ma', che venivano spesso scambiate come canzoni di autori cubani. La sua musica è diventata una parte importante della cultura portoricana.

### Ultimi anni e morte
Hernández è stato presidente onorario dell'Associazione autori e compositori. Fu anche il fondatore della piccola lega di baseball a Porto Rico. Il presidente John F. Kennedy lo battezzò "Mr. Cumbanchero".
Hernández morì a San Juan l'11 dicembre 1965, poco dopo che il Banco Popular de Puerto Rico aveva prodotto uno speciale televisivo in suo onore in cui si rivolgeva al popolo per l'ultima volta. Lo speciale è stato trasmesso in simulcast su tutte le TV e sulla maggior parte delle stazioni radio dell'isola. Lo speciale TV è stato ritrasmesso il 13 maggio 2007. I resti di Rafael Hernández sono sepolti nel cimitero di Santa María Magdalena de Pazzis della Vecchia San Juan.

## Eredità

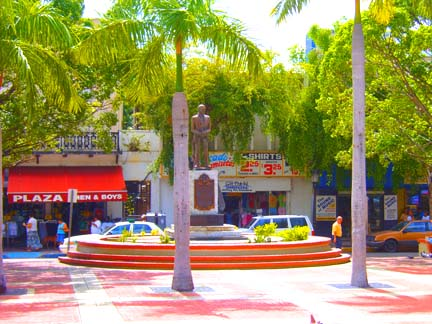
Monumento a Rafael Hernández ad Aguadilla

Porto Rico ha onorato la sua memoria intitolandogli edifici pubblici, viali e scuole dopo. L'aeroporto di Aguadilla si chiama Rafael Hernández Airport. Ci sono scuole nel Bronx, a Boston, ed a Newark, nel New Jersey, che prendono il nome da Rafael Hernández. Il rinomato scultore portoricano Tomás Batista ha creato una statua di Hernández che si trova nel comune di Bayamón, a Porto Rico. L'Università Interamericana di Porto Rico, l'archivio delle sue opere, gestisce un piccolo museo in suo onore nel suo Metropolitan Campus a San Juan, diretto dal figlio Alejandro (Chalí) Hernández. Il complesso abitativo Hernandez Houses a New York prende il nome da Rafael Hernández.
Per volere dell'ex senatore Lucy Arce, Senato di Porto Rico, sotto il primo mandato di Thomas Rivera Schatz, ha costruito la Plaza Rafael Hernández con una statua più grande del compositore e una statua di un jíbaro portoricano a cavallo per onorare il suo Lamento Borincano. Il parco si trova all'estremità orientale del Paseo de la Covadonga di San Juan.
Il cantante portoricano Marc Anthony ha registrato "Preciosa" di Hernández e ha cantato la canzone in un concerto del 2005 nel Madison Square Garden di New York. Secondo un articolo del New York Times:
Nel 1969 l'attore portoricano Orlando Rodriguez ha interpretato Hernandez nel film biografico El Jibarito Rafael, diretto dall'attore messicano Julian Soler.
C'è una strada a Belgrano, Buenos Aires, in Argentina, che prende il suo nome.
Nel 1999 Hernández è stato inserito postumo nella International Latin Music Hall of Fame.
Il 23 marzo 2001 Casa Hernandez, il negozio di musica che fungeva da agenzia di prenotazione e base operativa di Hernandez, era elencata nel Registro nazionale dei luoghi storici, numero di riferimento 01000244, come "Casa Amadeo, antigua Casa Hernandez".

## Decorazioni militari e premi
Tra le decorazioni militari di Hernández ci sono le seguenti:
- Croix de guerre 1914-1918
- World War I Victory Medal